# A-Division 2008
La A-Division 2008 fu la 23ª edizione della massima serie del campionato bhutanese di calcio disputato tra il 20 giugno e il 28 settembre 2008 e concluso con la vittoria del Yeedzin FC, al suo primo titolo.

## Classifica finale
| Pos. | Squadra           | G | V | N | P | Punti |
| ---- | ----------------- | - | - | - | - | ----- |
| 1    | Yeedzin           | 7 | 6 | 1 | 0 | 19    |
| 2    | Transport Utd     | 7 | 6 | 0 | 1 | 18    |
| 3    | Royal Bhutan Army | 7 | 4 | 1 | 1 | 13    |
| 4    | Druk Star         | 7 | 3 | 1 | 3 | 10    |
| 5    | Drukpol           | 7 | 3 | 1 | 3 | 10    |
| 6    | Choden            | 7 | 2 | 0 | 5 | 6     |
| 7    | Druk Athletic     | 7 | 2 | 0 | 5 | 6     |
| 8    | Rigzung           | 7 | 0 | 0 | 7 | 0     |

G = Partite giocate; V = Vittorie; N = Nulle/Pareggi; P = Perse; GF = Goal fatti; GS = Goal subiti; 